# Gran Tribulació

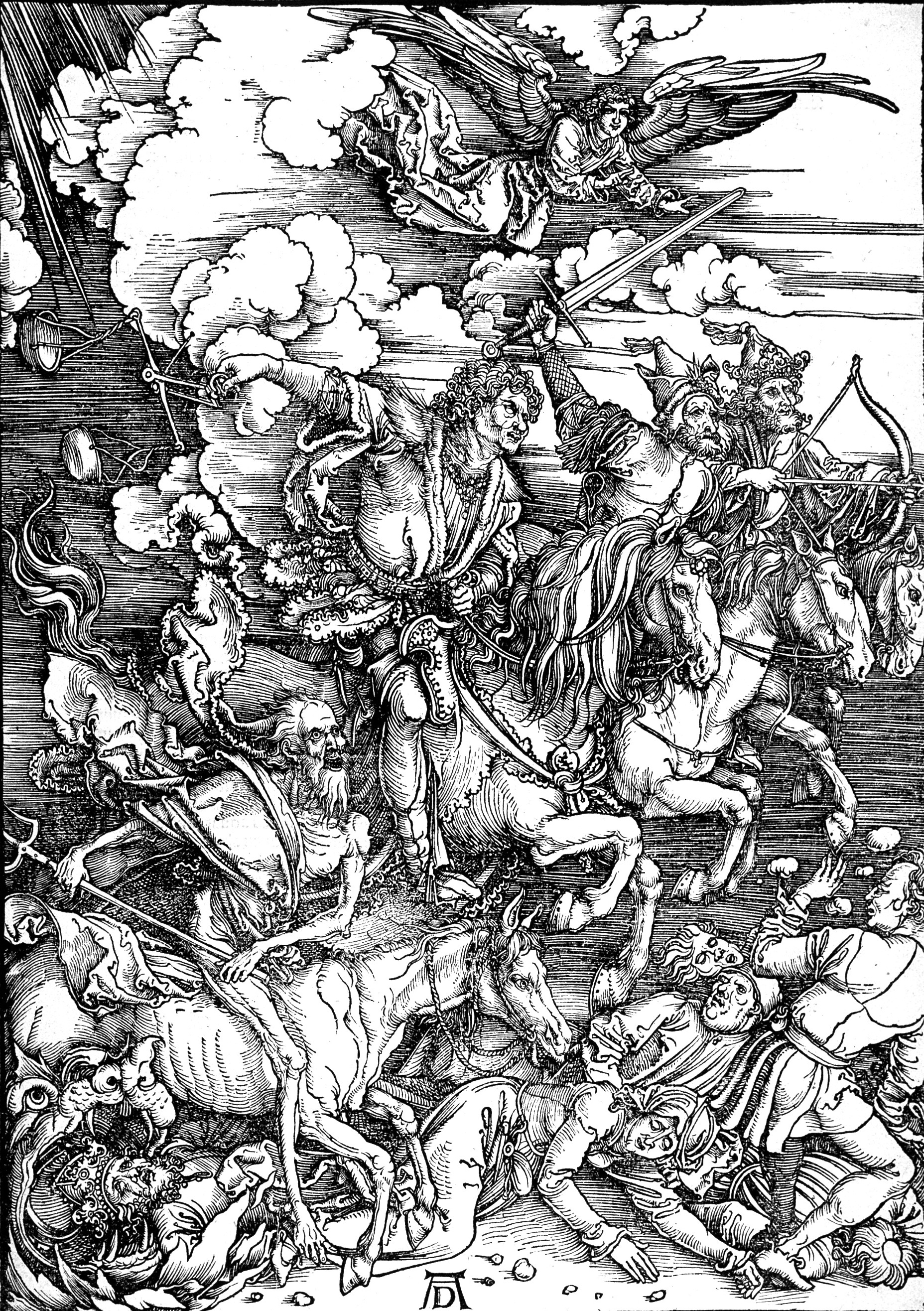
La Gran Tribulació

La Gran Tribulació (grec: θλιψις μεγαλη) és un concepte propi de l'escatologia cristiana, basat en alguns textos de la Bíblia. Malgrat que aquesta referència és de fa dos mil anys, molts creients, especialment grups evangelistes, adventistes i Testimonis de Jehovà esperen encara, aquest període anunciat per Jesús als seus deixebles en el Mont de les Oliveres i esmentat a la Bíblia:
- Mateu 24:21 "...perquè aleshores hi haurà una gran tribulació, com no n'hi ha haguda cap des de la creació del món fins ara....[1]

## Fets històrics relacionats amb la Gran Tribulació
Al llarg de la història de la humanitat han esdevingut fets de magnituds apocalíptiques tals com:
- La pesta negra en el segle xiv que exterminà a un terç de la població europea, aproximadament 25 milions de morts només a Europa.
- la Primera Guerra Mundial, 8 milions de morts i 6 milions d'invàlids.
- la Segona Guerra Mundial, 60 milions de persones mortes.

Aquestes xifres esfereïdores feren pensar a molts que estaven vivint la Gran Tribulació profetitzada per Jesús.

## Origen del terme
En el llibre de Daniel 12:1 la paraula en hebreu צָרָה (enguixant) és traduït per la Septuaginta com θλίψεως (de la tribulació) "un temps de tribulació com el que no ha existit". Jesucrist esmente el Llibre de Daniel, no solament per l'anunci de la gran tribulació, sinó pel senyal que l'identifica, segons ens diu Mateu 24:15: " Quan veureu instal·lada en el lloc sant l'abominació devastadora de què parla el profeta Daniel".
Tant Daniel com Jesucrist, vinculen un fet històric que esdevindrà en un temps relativament proper, amb la fi dels temps. En el cas de Daniel, es referia en primer lloc a la gran persecució d'Antíoc IV, qui l'any 167 aC suspenguera el ritual en el Temple de Jerusalem, ordenà la destrucció de les Escriptures jueves i prohibí l'observança del Sàbat i les altres normes de la Llei mosaica. El desembre d'aquell any fer erigir un altar a Zeus en el Temple de Jerusalem, el que fou considerat pels jueus שִׁקּוּץ שֹׁמֵם shiqus shomem, la "abominació de la desolació".
Jesús quan parla de la Gran Tribulació als seus deixebles, parla com si la fi del món fos imminent en el seu present proper, i com a màxim dins la seva generació. Malgrat això nombrosos grups de creients cristians segueixen esperant la Gran tribulació i l'arribada del regne de mil anys de Jesucrist.